# Samuel S. Montague
Samuel Skerry Montague (* 6. Juli 1830 in Keene (New Hampshire); † 24. September 1883 in Berryvale (heute:  Mount Shasta, Kalifornien)) war – als Nachfolger von Theodore D. Judah – leitender Chefingenieur der Central Pacific Railroad-Eisenbahngesellschaft (CPRR).

## Lebensweg

Vollendung der transkontinentalen Eisenbahnlinie zwischen Atlantik und Pazifik. Für die Presse gestellte Fotografie des feierlich begangenen Zusammentreffens der Central Pacific Railroad und der Union Pacific Railroad am 10. Mai 1869 am Promontory Summit in Utah.

Samuel S. Montagues Eltern waren der Schneider und spätere Landwirt Richard Montague und seine Ehefrau Content Ward Skerry.
Als Samuel sechs Jahre alt war, zog seine Familie nach Rockford (Illinois), wo sein Vater eine Farm aufbaute. Dort besuchte Samuel während des Winters die Rockford Classical School, während der Sommer half er auf der Farm seiner Eltern aus. Im Alter von 20 Jahren arbeitete er für kurze Zeit als Lehrer, dann für etwa ein Jahr als Ladengehilfe in einem Textilien- und Kurzwarengeschäft. Im Alter von 22 Jahren begann er 1852, als Vermessungsassistent bei der Eisenbahngesellschaft „Rock Island and Rockford Railroad“ zu arbeiten. Später arbeitete er bei der „Peoria und Bureau Valley Railroad“, dann bei der „Rock Island and Peoria Railroad“ und schließlich bei der „Burlington and Missouri River Railroad“. Alle diese Eisenbahngesellschaften existierten nur für kurze Zeit, bevor sie von anderen Eisenbahngesellschaften aufgekauft und übernommen wurden.
Im Jahr 1859 brach Montague mit drei Kumpanen zur Goldsuche in Colorado in der Nähe des Pikes Peak („Pikes Peak or Bust rush“) auf; die Gruppe zog jedoch schon nach kurzer Zeit über den California Trail nach Kalifornien weiter, wo sie bereits im Herbst 1859 eintraf.
Dort lernte Montague den Eisenbahnbauingenieur Theodore Judah kennen und arbeitete für ihn beim Bau der Valley Railroad von Folsom (Kalifornien), nach Marysville (Kalifornien). Ab dem 12. Februar 1862 unterstützte Montague Judah, der inzwischen Chefingenieur der Central Pacific Railroad geworden war, bei den Vermessungsarbeitenen in der Sierra Nevada. Bis Judah im Jahr 1863 starb, hatte Montague sich zu seinem Assistenzingenieur hochgearbeitet.
Nach dem Tod von Theodore Judah wurde Montague 1863 zum ausführenden Chefingenieur der Central Pacific Railroad ernannt. Am 31. März 1868 stieg er dann zum leitenden Chefingenieur auf. Er war verantwortlich für den Bau des westlichen Teils – von Sacramento, Kalifornien, nach Promontory Summit, Utah – der so genannten First Transcontinental Railroad, die die Atlantikküste der USA mit ihrer Pazifikküste verbinden sollte. Montague war ein Vertrauter von Leland Stanford, einem der „Big Four“, die die Central Pacific Railroad leiteten.
Montague wurde von seinem Ingenieurskollegen Lewis M. Clement und dem Streckenbauleiter James Harvey Strobridge unterstützt. Montague leitete die Streckenbauarbeiten der CPRR bei der Überquerung der Sierra Nevada über den Donnerpass, an denen Tausende von chinesischen Arbeitskräften beteiligt waren.
Auf dem berühmten „Golden Spike“-Foto von 1869, auf dem eine von Westen kommende Lokomotive der Central Pacific und eine von Osten kommende der Union Pacific bei Promontory, Utah, „Nase an Nase“ stehen, sind die beiden Männer, die sich in der Bildmitte die Hände schütteln, Samuel S. Montague, Chefingenieur der CPRR, und Grenville M. Dodge, Chefingenieur der Union Pacific Railroad.
Montague war als Chefingenieur am Bau zahlreicher weiterer Eisenbahnlinien in Kalifornien beteiligt.
Montague heiratete am 13. Februar 1868 in San Francisco, Kalifornien, Louisa Adams Reddington. Sie war eine Schwester von Charles H. Reddington, einem Mitarbeiter der Southern Pacific Transportation, die später die Central Pacific Railroad übernahm. Samuel und Louisa hatten vier Kinder, nämlich Henry Bradford Montague, Carrie Dana Montague, Samuel Skerry Montague Jr. (geb. am 5. Februar 1875 in Oakland) und Mercy Low Montague. Die Familie lebte in Oakland, Kalifornien. Samuel Montague starb am 24. September 1883 im Alter von 63 Jahren und wurde in Oakland begraben.